# Tangara Speed Ghôda
Tangara Speed Ghôda (de son vrai nom Oumar Tangara) est né le 12 avril 1962 à Bouaké dans le quartier de Kôkô, d’un père malien, Adama Tangara décédé à Abidjan et d’une mère Baoulé appelée Zagbo Agoh. Tangara Speed Ghôda était père de 6 enfants dont 5 filles et 1 garçon. Ami est malheureusement décédée un peu plus d’un mois après son père. Kadi vivant actuellement à Paris et Indigo la dernière, et métissée, vit avec sa mère en France et Nadia, au Ghana, une autre dont l’identité reste méconnue, vivrait au Bénin. Le seul garçon de la famille, Mohamed Tangara travaillerait à Azaguié .
Après avoir côtoyé le monde des arts martiaux, il se lance dans la musique, précisément dans le reggae avec des textes qui sont un mélange de nouchi, baoulé, dioula et français.
Il est le fondateur de l'espace Hakili -so où se sont produits des sommités de la musique reggae tels que Tiken Jah Fakoly ou Kajeem.
Il s'est rendu célèbre en chantant un refrain jugé blasphématoire « Jésus n'a pas été crucifié ».

## Discographie
- 1992 : Show Biz ti requin
- 1997 : Temps et Lumière
- 2000 : Esprit

## Sources externes
- Biographie de Tangara Speed Ghôda